# The Dovells
The Dovells war eine US-amerikanische Gesangsgruppe der frühen 1960er-Jahre.

## Geschichte
Das Quintett wurde 1957 in Philadelphia, Pennsylvania, gegründet. Erst 1960 durften sie bei einer Plattenfirma vorsingen und bekamen einen Schallplatten-Vertrag. Im Sommer 1961 veröffentlichten sie ihre erste Single The Bristol Stomp, die direkt zu einem Millionenseller wurde.
Bis 1963 waren die Dovells immer wieder in den Charts vertreten. Dann verließ Len Barry die Formation, um künftig auf Solopfaden zu wandeln. Als die 1964 bei Cameo-Parkway veröffentlichten drei Singles erfolglos blieben, wechselten die Dovells in den folgenden beiden Jahren zu Swan Records, Jamie Records und MGM Records, Erfolge stellten sich jedoch nicht mehr ein, so dass sich die Gruppe 1968 in The Magistrates umbenannte. Auch die unter diesem Bandnamen erschienene Single Here Comes The Judge/Girl war ohne Verkaufserfolg. Ab 1970 erschienen wieder Platten unter ihrem ursprünglichen Namen Dovells auf verschiedenen Labeln. Ihre letzte Singleveröffentlichung war 1974 Dancing In The Street/Back On The Road Again. Danach löste sich die Gruppe auf. 1991 brachten Mark Stevens und Jerry Summers gemeinsam ein Album heraus, für das sie die alten Hits der Dovells neu einspielten.

## Mitglieder
- Len Barry, * 12. Juni 1942
- Jerry Summers, * 29. Dezember 1942
- Mike Dennis, * 3. Juni 1943
- Arnie Satin, * 11. Mai 1943
- Danny Brooks, * 1. April 1942

## Diskografie

### Alben
| Jahr | Titel              | Höchstplatzierung, Gesamtwochen, AuszeichnungChartsChartplatzierungen (Jahr, Titel, Platzierungen, Wochen, Auszeichnungen, Anmerkungen) | Anmerkungen |
| Jahr | Titel              | US | Anmerkungen |
| ---- | ------------------ | --- | ----------- |
| 1961 | You Can’t Sit Down | US119 (7 Wo.)US |             |

Weitere Alben
- 1961: Bristol Stomp
- 1962: All The Hits Of The Teen Groups
- 1962: For Your Hully Gully Party
- 1963: The Dovells Biggest Hits
- 1963: You Can’t Sit Down
- 1963: Discotheque

### Singles
| Jahr | Titel Album                                            | Höchstplatzierung, Gesamtwochen, AuszeichnungChartplatzierungen (Jahr, Titel, Album, Platzierungen, Wochen, Auszeichnungen, Anmerkungen) | Höchstplatzierung, Gesamtwochen, AuszeichnungChartplatzierungen (Jahr, Titel, Album, Platzierungen, Wochen, Auszeichnungen, Anmerkungen) | Anmerkungen |
| Jahr | Titel Album                                            | US | R&B | Anmerkungen |
| ---- | ------------------------------------------------------ | --- | --- | ----------- |
| 1961 | Bristol Stomp                                          | US2 (16 Wo.)US | R&B7 (12 Wo.)R&B | Parkway 627 |
| 1962 | (Do The New) Continental Don’t Knock The Twist O.S.T.  | US37 (10 Wo.)US | — | Parkway 833 |
| 1962 | Bristol Twistin’ Annie All The Hits Of The Teen Groups | US27 (11 Wo.)US | R&B28 (3 Wo.)R&B | Parkway 838 |
| 1962 | Hully Gully Baby For Your Hully Gully Party            | US25 (12 Wo.)US | — | Parkway 845 |
| 1962 | The Jitterbug For Your Hully Gully Party               | US82 (12 Wo.)US | — | Parkway 855 |
| 1963 | You Can’t Sit Down                                     | US3 (14 Wo.)US | R&B10 (9 Wo.)R&B | Parkway 867 |
| 1963 | Betty In Bermudas Discotheque                          | US50 (7 Wo.)US | — | Parkway 882 |
| 1963 | Stop Monkeyin’ Around Discotheque                      | US94 (2 Wo.)US | R&B28 (5 Wo.)R&B | Parkway 889 |

Weitere Singles
- 1961: No, No, No
- 1963: You Can’t Run Away From Yourself
- 1964: Be My Girl
- 1964: One Potato
- 1964: What In The World’s Come Over You
- 1965: (Hey, Hey, Hey) Alright
- 1965: Our Winter Love
- 1966: Love Is Everywhere
- 1968: Here Comes The Judge
- 1970: Roll Over Beethoven
- 1971: L-O-V-E, Love
- 1972: Sometimes
- 1973: Mary’s Magic Show
- 1974: Dancing in the Street